# Płyta anatolijska
Płyta anatolijska – niewielka kontynentalna płyta tektoniczna, obejmująca swym zasięgiem większą część Azji Mniejszej. Jest fragmentem płyty euroazjatyckiej.
Od wschodu płyta graniczy przez transformacyjny uskok wschodnioanatolijski z płytą arabską. Na południu i południowym zachodzie graniczy konwergentnie z płytą afrykańską. Od zachodu graniczy dywergentnie z płytą egejską, od północy poprzez uskok północnoanatolijski z właściwą płytą euroazjatycką.